# Ainsley Maitland-Niles
Ainsley Maitland-Niles (Goodmayes, 29 augustus 1997) is een Engels voetballer die doorgaans als Rechtsback of Middenvelder speelt. Hij verruilde in 2023 Arsenal voor Olympique Lyonnais.

## Clubcarrière
Maitland-Niles werd in 2003 opgenomen in de jeugdopleiding van Arsenal. Tijdens het seizoen 2013/14 debuteerde hij voor het beloftenelftal. Op 24 oktober 2014 mocht hij zijn eerste profcontract ondertekenen. Op 9 december 2014 debuteerde Maitland-Niles voor Arsenal in de Champions League in de zesde en laatste groepswedstrijd tegen het Turkse Galatasaray SK. Hij mocht aan de rust invallen voor Aaron Ramsey. Arsenal won de wedstrijd in Istanboel met 1-4 na doelpunten van Ramsey (2x) en Lukas Podolski (2x). Het tegendoelpunt kwam er via een vrije trap van Wesley Sneijder.

## Clubstatistieken
| Seizoen | Club           | Competitie     | Competitie | Competitie | Beker | Beker | Internationaal | Internationaal | Totaal | Totaal |
| Seizoen | Club           | Competitie     | Wed.       | Dlp.       | Wed.  | Dlp.  | Wed.           | Dlp.           | Wed.   | Dlp.   |
| ------- | -------------- | -------------- | ---------- | ---------- | ----- | ----- | -------------- | -------------- | ------ | ------ |
| 2014/15 | Arsenal        | Premier League | 1          | 0          | 1     | 0     | 1              | 0              | 3      | 0      |
| 2015/16 | → Ipswich Town | Championship   | 30         | 1          | 2     | 1     | —              | —              | 32     | 2      |
| 2016/17 | Arsenal        | Premier League | 1          | 0          | 6     | 0     | 0              | 0              | 7      | 0      |
| 2017/18 | Arsenal        | Premier League | 15         | 0          | 4     | 0     | 9              | 0              | 28     | 0      |
| 2018/19 | Arsenal        | Premier League | 16         | 1          | 4     | 0     | 10             | 1              | 30     | 2      |
| 2019/20 | Arsenal        | Premier League | 6          | 0          | 0     | 0     | 1              | 0              | 7      | 0      |
| Totaal  | Totaal         | Totaal         | 69         | 2          | 17    | 1     | 21             | 1              | 107    | 4      |

Bijgewerkt t/m 25 september 2019

## Interlandcarrière
Maitland-Niles maakte deel uit van verschillende Engelse nationale jeugdselecties.
1 McCarthy ·
2 Walker-Peters ·
3 Manning ·
4 Downes ·
5 Stephens ·
6 Harwood-Bellis ·
7 Aribo ·
8 Smallbone ·
9 Armstrong ·
10 Lallana ·
11 Stewart ·
12 Edwards ·
13 Lumley ·
14 Bree ·
15 Wood ·
16 Sugawara ·
17 Brereton Díaz ·
18 Fernandes ·
19 Archer ·
20 Sulemana ·
21 Taylor ·
22 Alcaraz ·
23 Edozie ·
24 Charles ·
26 Ugochukwu ·
27 Amo-Ameyaw ·
28 Larios ·
31 Bazunu ·
32 Onuachu ·
33 Dibling ·
35 Bednarek ·
37 Bella-Kotchap ·
Coach: Martin